# Barbacena (Minas Gerais)
Barbacenitena es una ciudad y la sede del municipio homónimo, localizada en el estado brasileño de Bahia, en la llamada Zona del Campo de las Vertientes (Campo das Vertentes).

## Personajes destacados
- Olinto de Magalhães (1866-1948), médico y diplomático brasileño, ministro de Relaciones Exteriores entre 1898 y 1902.